# Elecciones regionales de Áncash de 2018
Las elecciones regionales de Áncash de 2018 se llevaron a cabo el 7 de octubre de 2018 para elegir al gobernador regional, al vicegobernador regional y al Consejo Regional para el periodo 2019-2022. Se celebró simultáneamente con elecciones regionales y municipales (provinciales y distritales) en todo el Perú. La segunda vuelta regional se llevó a cabo el 9 de diciembre de 2018.
Durante la primera vuelta, los candidatos Juan Rebaza Carpio (Movimiento Regional El Maicito) y Juan Morillo Ulloa (Somos Perú) obtuvieron las dos primeras minorías y pasaron al balotaje. En este, Juan Morillo Ulloa obtuvo el 55.59% de votos válidos y resultó electo como gobernador regional de Áncash.

## Sistema electoral
El Gobierno Regional de Áncash es el órgano administrativo y de gobierno del departamento de Áncash. Está compuesto por el gobernador regional, el vicegobernador regional y el Consejo Regional.
La votación se realiza en base al sufragio universal, que comprende a todos los ciudadanos nacionales mayores de dieciocho años, empadronados y residentes en el departamento de Áncash y en pleno goce de sus derechos políticos, así como a los ciudadanos no nacionales residentes y empadronados en el departamento de Áncash.
El gobernador y vicegobernador regional son elegidos por sufragio directo. Para que un candidato sea proclamado ganador debe obtener no menos de 30 % de votos válidos. En caso ningún candidato logre ese porcentaje en la primera vuelta electoral, los dos candidatos más votados participan en una segunda vuelta o balotaje. No hay reelección inmediata de gobernadores regionales.
El Consejo Regional de Áncash está compuesto por 25 consejeros elegidos por sufragio directo para un período de cuatro (4) años. La votación es por lista cerrada y bloqueada. Cada provincia del departamento de Áncash constituye una circunscripción electoral. Se asigna a la lista ganadora los escaños según el método d'Hondt. La distribución y el número de consejeros regionales es la siguiente:
| Circunscripción | Escaños | Mapa |
| --- | ------- | ---- |
| Carhuaz, Huaraz(+1), Huari, Huaylas y Yungay | 2       |      |
| Aija, Antonio Raimondi, Asunción, Bolognesi, Carlos Fermín Fitzcarrald, Casma, Corongo, Huarmey, Mariscal Luzuriaga, Ocros, Pallasca, Pomabamba, Recuay, Santa y Sihuas | 1       |      |

## Composición del Consejo Regional de Áncash
La siguiente tabla muestra la composición del Consejo Regional de Áncash antes de las elecciones.
| Partidos | Partidos                                              | Consejeros |
| -------- | ----------------------------------------------------- | ---------- |
|          | Movimiento Independiente Regional Río Santa Caudaloso | 4          |
|          | Movimiento Independiente Regional Puro Áncash         | 4          |
|          | Unión por el Perú                                     | 4          |
|          | Alianza para el Progreso                              | 3          |
|          | Movimiento Acción Nacionalista Peruano                | 3          |
|          | Movimiento Regional El Maicito                        | 3          |
|          | Somos Perú                                            | 1          |
|          | Siempre Unidos                                        | 1          |
|          | Perú Posible                                          | 1          |

## Partidos y candidatos
A continuación se muestra una lista de los principales partidos y alianzas electorales que participaron en las elecciones:
| Candidatura | Candidatura | Partidos y alianzas                                                 | Candidato | Candidato                   | Ideología                                                          | Resultado previo | Resultado previo | Ref.  |
| Candidatura | Candidatura | Partidos y alianzas                                                 | Candidato | Candidato                   | Ideología                                                          | Votos (%)        | Con.             | Ref.  |
| ----------- | ----------- | ------------------------------------------------------------------- | --------- | --------------------------- | ------------------------------------------------------------------ | ---------------- | ---------------- | ----- |
|             | RSC         | Lista - Movimiento Independiente Regional Río Santa Caudaloso (RSC) |           | Amelia Espinoza García      | Regionalismo ancashino                                             | 10.93%           | 4                | [ 2 ] |
|             | MANPE       | Lista - Movimiento Acción Nacionalista Peruano (MANPE)              |           | Fabián Noriega Brito        | Regionalismo ancashino                                             | 9.49%            | 3                | [ 2 ] |
|             | APP         | Lista - Alianza para el Progreso (APP)                              |           | Tania Ruiz Gómez            | Liberalismo económico Conservadurismo liberal Populismo de derecha | 8.33%            | 3                | [ 2 ] |
|             | EM          | Lista - Movimiento Regional El Maicito (EM)                         |           | Juan Rebaza Carpio          | Regionalismo ancashino                                             | 7.42%            | 3                | [ 2 ] |
|             | SP          | Lista - Somos Perú (SP)                                             |           | Juan Morillo Ulloa          | Democracia cristiana Conservadurismo social                        | 4.53%            | 1                | [ 2 ] |
|             | JP          | Lista - Juntos por el Perú (JP)                                     |           | Helvezia Balta Salazar      | Socialismo democrático Progresismo                                 | 4.32%            | 0                | [ 2 ] |
|             | SU          | Lista - Siempre Unidos (SU)                                         |           | Yemil Encarnación Valverde  | Partido atrapalotodo                                               | 3.45%            | 1                | [ 2 ] |
|             | APRA        | Lista - Partido Aprista Peruano (APRA)                              |           | Hernando Mantilla Rodríguez | Aprismo                                                            | 3.13%            | 0                | [ 2 ] |
|             | FP          | Lista - Fuerza Popular (FP)                                         |           | Lady Camones Soriano        | Fujimorismo Conservadurismo social Populismo de derecha            | 2.65%            | 0                | [ 2 ] |
|             | H           | Lista - Movimiento Independiente Regional Hora Cero (H)             |           | Luis Haro Ames              | Regionalismo ancashino                                             | 2.65%            | 0                | [ 2 ] |
|             | RN          | Lista - Restauración Nacional (RN)                                  |           | Juan Calderón Altamirano    | Liberalismo económico Humanismo cristiano Evangelismo              | 0.54%            | 0                | [ 2 ] |
|             | PPS         | Lista - Perú Patria Segura (PPS)                                    |           | Gabriel Mejía Duclós        | Conservadurismo liberal Liberalismo económico                      | 0.34%            | 0                | [ 2 ] |
|             | PPC         | Lista - Partido Popular Cristiano (PPC)                             |           | Marco Villacorta Maldonado  | Democracia cristiana Conservadurismo social Liberalismo económico  | Nuevo            | Nuevo            | [ 2 ] |
|             | PP          | Lista - Podemos por el Progreso del Perú (PP)                       |           | Luis Luna Villarreal        | Conservadurismo social Populismo de derecha Nacionalismo           | Nuevo            | Nuevo            | [ 2 ] |
|             | B           | Lista - Movimiento Independiente Regional Áncash a la Obra (B)      |           | Jesús Rodríguez Fuentes     | Regionalismo ancashino                                             | Nuevo            | Nuevo            | [ 2 ] |

## Sondeos de opinión
Las siguientes tablas enumeran las estimaciones de la intención de voto en orden cronológico inverso, mostrando las más recientes primero y utilizando las fechas en las que se realizó el trabajo de campo de la encuesta. Cuando se desconocen las fechas del trabajo de campo, se proporciona la fecha de publicación.
Leyenda:
     Sondeo realizado en el periodo de prohibición legal de la difusión de sondeos de intención de voto.

### Balotaje

#### Intención de voto
La siguiente tabla enumera las estimaciones ponderadas (sin incluir votos en blanco y nulos) de la intención de voto.
|                               |                |   |      |      |      |  |  |  |  |  |  |
| Elecciones regionales de 2018 | 9 dic 2018     | — | 55.6 | 44.4 | 11.2 |  |  |  |  |  |  |
|                               |                |   |      |      |      |  |  |  |  |  |  |
| CIMA                          | 26–30 nov 2018 | ? | 56.0 | 44.0 | 12.0 |  |  |  |  |  |  |

#### Preferencias de voto
La siguiente tabla enumera las preferencias de voto en bruto (incluyendo blancos, viciados y sin respuesta) y no ponderadas.
|                               |                |   |      |      |      |     |     |  |  |  |  |
| Elecciones regionales de 2018 | 9 dic 2018     | — | 36.6 | 29.2 | 34.2 | –   | 7.4 |  |  |  |  |
|                               |                |   |      |      |      |     |     |  |  |  |  |
| CIMA                          | 26–30 nov 2018 | ? | 34.6 | 27.2 | 33.2 | 5.0 | 7.4 |  |  |  |  |

### Primera vuelta

#### Intención de voto
La siguiente tabla enumera las estimaciones ponderadas (sin incluir votos en blanco y nulos) de la intención de voto.
| Encuestadora/Medio            | Fecha      | Muestra | Juan Rebaza | Juan Morillo | Fabián Noriega | Tania Ruiz | Jesús Rodríguez | Amelia Espinoza | Luis Luna | Dif. |  |  |  |  |
| ----------------------------- | ---------- | ------- | ----------- | ------------ | -------------- | ---------- | --------------- | --------------- | --------- | ---- |  |  |  |  |
| Encuestadora/Medio            | Fecha      | Muestra |             |              |                |            |                 |                 |           |      |  |  |  |  |
| Elecciones regionales de 2018 | 7 oct 2018 | —       | 15.9        | 13.6         | 12.3           | 11.1       | 11.1            | 8.5             | 5.6       | 2.3  |  |  |  |  |
|                               |            |         |             |              |                |            |                 |                 |           |      |  |  |  |  |
| Ipsos Perú/América            | 7 oct 2018 | ?       | 16.7        | 15.0         | 15.8           | –          | 11.5            | –               | –         | 0.9  |  |  |  |  |
| Datum Internacional/Latina    | 7 oct 2018 | ?       | 13.1        | 12.4         | –              | 12.1       | 15.2            | –               | –         | 2.1  |  |  |  |  |
| Ipsos Perú/América            | 7 oct 2018 | ?       | 14.9        | 14.5         | 12.7           | –          | 11.6            | –               | –         | 0.4  |  |  |  |  |
| Datum Internacional/Latina    | 7 oct 2018 | ?       | 15.0        | 12.7         | 6.9            | 12.9       | 16.3            | 5.5             | 9.9       | 1.3  |  |  |  |  |

#### Preferencias de voto
La siguiente tabla enumera las preferencias de voto en bruto (incluyendo blancos, viciados y sin respuesta) y no ponderadas.
| Encuestadora/Medio            | Fecha          | Muestra | Juan Rebaza | Juan Morillo | Fabián Noriega | Tania Ruiz | Jesús Rodríguez | Amelia Espinoza | Luis Luna | Yemil Encarna. | Juan Calderón | B/V  | NS/NO | Dif. |  |  |  |
| ----------------------------- | -------------- | ------- | ----------- | ------------ | -------------- | ---------- | --------------- | --------------- | --------- | -------------- | ------------- | ---- | ----- | ---- |  |  |  |
| Encuestadora/Medio            | Fecha          | Muestra |             |              |                |            |                 |                 |           |                |               |      |       |      |  |  |  |
| Elecciones regionales de 2018 | 7 oct 2018     | —       | 11.7        | 10.0         | 9.1            | 8.1        | 8.1             | 6.2             | 4.1       | 3.9            | 3.4           | 26.6 | –     | 1.7  |  |  |  |
|                               |                |         |             |              |                |            |                 |                 |           |                |               |      |       |      |  |  |  |
| Klambp                        | 21–24 jul 2018 | 2173    | 4.1         | 3.6          | 2.8            | 2.2        | 2.5             | –               | –         | –              | 5.1           | –    | 43.1  | 1.0  |  |  |  |

## Resultados

### Gobierno Regional de Áncash
| Candidatos           | Candidatos                  | Partidos y coaliciones                                      | Primera vuelta 7 oct 2018 | Primera vuelta 7 oct 2018 | Balotaje 9 dic 2018 | Balotaje 9 dic 2018 |  |
| Candidatos           | Candidatos                  | Partidos y coaliciones                                      | Votos                     | %                         | Votos               | %                   |  |
| -------------------- | --------------------------- | ----------------------------------------------------------- | ------------------------- | ------------------------- | ------------------- | ------------------- |  |
|                      | Juan Morillo Ulloa          | Somos Perú (SP)                                             | 68,640                    | 13.57                     | 223,981             | 55.59               |  |
|                      | Juan Rebaza Carpio          | Movimiento Regional El Maicito (EM)                         | 80,481                    | 15.91                     | 178,941             | 44.41               |  |
|                      | Fabián Noriega Brito        | Movimiento Acción Nacionalista Peruano (MANPE)              | 62,403                    | 12.33                     |                     |                     |  |
|                      | Tania Ruiz Gómez            | Alianza para el Progreso (APP)                              | 55,975                    | 11.06                     |                     |                     |  |
|                      | Jesús Rodríguez Fuentes     | Movimiento Independiente Regional Áncash a la Obra (B)      | 55,958                    | 11.06                     |                     |                     |  |
|                      | Amelia Espinoza García      | Movimiento Independiente Regional Río Santa Caudaloso (RSC) | 42,854                    | 8.47                      |                     |                     |  |
|                      | Luis Luna Villarreal        | Podemos por el Progreso del Perú (PP)                       | 28,193                    | 5.57                      |                     |                     |  |
|                      | Yemil Encarnación Valverde  | Siempre Unidos (SU)                                         | 27,018                    | 5.34                      |                     |                     |  |
|                      | Juan Calderón Altamirano    | Restauración Nacional (RN)                                  | 23,251                    | 4.60                      |                     |                     |  |
|                      | Lady Camones Soriano        | Fuerza Popular (FP)                                         | 15,248                    | 3.01                      |                     |                     |  |
|                      | Luis Haro Ames              | Movimiento Independiente Regional Hora Cero (H)             | 15,088                    | 2.98                      |                     |                     |  |
|                      | Helvezia Balta Salazar      | Juntos por el Perú (JP)                                     | 10,769                    | 2.13                      |                     |                     |  |
|                      | Hernando Mantilla Rodríguez | Partido Aprista Peruano (APRA)                              | 9,743                     | 1.93                      |                     |                     |  |
|                      | Marco Villacorta Maldonado  | Partido Popular Cristiano (PPC)                             | 5,271                     | 1.04                      |                     |                     |  |
|                      | Gabriel Mejía Duclós        | Perú Patria Segura (PPS)                                    | 5,077                     | 1.00                      |                     |                     |  |
|                      |                             |                                                             |                           |                           |                     |                     |  |
| Total                | Total                       | Total                                                       | 505,969                   |                           | 402,922             |                     |  |
|                      |                             |                                                             |                           |                           |                     |                     |  |
| Votos válidos        | Votos válidos               | Votos válidos                                               | 505,969                   | 73.43                     | 402,922             | 65.79               |  |
| Votos en blanco      | Votos en blanco             | Votos en blanco                                             | 99,841                    | 14.49                     | 30,668              | 5.01                |  |
| Votos nulos          | Votos nulos                 | Votos nulos                                                 | 83,225                    | 12.08                     | 178,831             | 29.20               |  |
| Votos emitidos       | Votos emitidos              | Votos emitidos                                              | 689,035                   | 79.14                     | 612,421             | 70.34               |  |
| Abstenciones         | Abstenciones                | Abstenciones                                                | 181,594                   | 20.86                     | 258,208             | 29.66               |  |
| Votantes registrados | Votantes registrados        | Votantes registrados                                        | 870,629                   |                           | 870,629             |                     |  |
|                      |                             |                                                             |                           |                           |                     |                     |  |
| Fuente:              |                             |                                                             |                           |                           |                     |                     |  |

### Consejo Regional de Áncash
|                        |                                                             |              |              |              |         |         |  |
| Partidos y coaliciones | Partidos y coaliciones                                      | Voto popular | Voto popular | Voto popular | Escaños | Escaños |  |
| Partidos y coaliciones | Partidos y coaliciones                                      | Votos        | %            | ±pp          | Total   | +/−     |  |
|                        | Movimiento Regional El Maicito (EM)                         | 74,118       | 15.30        | +7.11        | 6       | +3      |  |
|                        | Somos Perú (SP)                                             | 68,124       | 14.06        | +7.63        | 5       | +4      |  |
|                        | Alianza para el Progreso (APP)                              | 62,563       | 12.91        | +0.49        | 3       | ±0      |  |
|                        | Movimiento Independiente Regional Áncash a la Obra (B)      | 58,247       | 12.02        | Nuevo        | 2       | +2      |  |
|                        | Movimiento Acción Nacionalista Peruano (MANPE)              | 48,397       | 9.99         | –0.57        | 4       | +1      |  |
|                        | Movimiento Independiente Regional Río Santa Caudaloso (RSC) | 45,058       | 9.30         | –4.69        | 2       | –2      |  |
|                        | Siempre Unidos (SU)                                         | 29,174       | 6.02         | +1.12        | 3       | +2      |  |
|                        | Restauración Nacional (RN)                                  | 20,043       | 4.14         | +3.79        | 0       | ±0      |  |
|                        | Podemos por el Progreso del Perú (PP)                       | 18,776       | 3.88         | Nuevo        | 0       | ±0      |  |
|                        | Fuerza Popular (FP)                                         | 14,196       | 2.93         | n/a          | 0       | ±0      |  |
|                        | Juntos por el Perú (JP)                                     | 12,547       | 2.59         | Nuevo        | 0       | ±0      |  |
|                        | Movimiento Independiente Regional Hora Cero (H)             | 11,849       | 2.45         | Nuevo        | 0       | ±0      |  |
|                        | Partido Aprista Peruano (APRA)                              | 10,833       | 2.24         | –2.21        | 0       | ±0      |  |
|                        | Partido Popular Cristiano (PPC)                             | 5,371        | 1.11         | Nuevo        | 0       | ±0      |  |
|                        | Perú Patria Segura (PPS)                                    | 5,145        | 1.06         | +0.36        | 0       | ±0      |  |
|                        |                                                             |              |              |              |         |         |  |
| Total                  | Total                                                       | 484,441      |              |              | 25      | +1      |  |
|                        |                                                             |              |              |              |         |         |  |
| Votos válidos          | Votos válidos                                               | 484,441      | 70.31        | +0.34        |         |         |  |
| Votos en blanco        | Votos en blanco                                             | 121,502      | 17.63        | –3.10        |         |         |  |
| Votos nulos            | Votos nulos                                                 | 83,092       | 12.06        | +2.76        |         |         |  |
| Votos emitidos         | Votos emitidos                                              | 689,035      | 79.14        | –3.88        |         |         |  |
| Abstenciones           | Abstenciones                                                | 181,594      | 20.86        | +3.88        |         |         |  |
| Votantes registrados   | Votantes registrados                                        | 870,629      |              |              |         |         |  |
|                        |                                                             |              |              |              |         |         |  |
| Fuente:                |                                                             |              |              |              |         |         |  |

#### Resultados por provincia
| Provincia                 | EM   | EM   | SP   | SP  | APP  | APP  | B    | B   | MANPE | MANPE | RSC  | RSC | SU   | SU  | RN   | RN | PP  | PP  | FP   | FP  | JP   | JP   | H   | H   |   |
| Provincia                 | %    | E    | %    | E   | %    | E    | %    | E   | %     | E     | %    | E   | %    | E   | %    | E  | %   | E   | %    | E   | %    | E    | %   | E   |   |
| ------------------------- | ---- | ---- | ---- | --- | ---- | ---- | ---- | --- | ----- | ----- | ---- | --- | ---- | --- | ---- | -- | --- | --- | ---- | --- | ---- | ---- | --- | --- | - |
| Provincia                 | Aija | 31.1 | 1    | 1.7 | –    | 25.0 | –    | 8.8 | –     | 12.5  | –    | 3.6 | –    | 0.2 | –    |    |     | 0.9 | –    | 0.3 | –    | 10.1 | –   | 1.6 | – |
| Antonio Raimondi          | 9.5  | –    | 14.6 | –   | 15.4 | –    | 1.0  | –   | 23.6  | 1     | 7.9  | –   | 21.0 | –   | 3.8  | –  | 0.4 | –   | 0.3  | –   | 0.4  | –    | 0.5 | –   |   |
| Asunción                  | 16.3 | –    | 52.1 | 1   | 1.6  | –    |      |     | 16.9  | –     | 4.6  | –   | 0.0  | –   | 6.1  | –  | 0.8 | –   | 0.1  | –   | 0.3  | –    | 0.7 | –   |   |
| Bolognesi                 | 9.1  | –    | 24.5 | –   | 8.8  | –    |      |     | 2.7   | –     | 17.4 | –   | 32.1 | 1   | 0.5  | –  | 1.6 | –   |      |     | 1.3  | –    | 0.5 | –   |   |
| Carhuaz                   | 29.7 | 1    | 27.6 | 1   | 5.5  | –    | 0.4  | –   | 15.6  | –     | 5.4  | –   | 0.4  | –   | 3.1  | –  | 1.0 | –   | 1.8  | –   | 1.0  | –    | 6.4 | –   |   |
| Carlos Fermín Fitzcarrald | 22.9 | –    | 18.8 | –   | 2.3  | –    | 0.2  | –   | 45.8  | 1     | 7.0  | –   | 0.3  | –   | 0.4  | –  | 0.4 | –   | 0.3  | –   | 0.3  | –    | 0.8 | –   |   |
| Casma                     | 11.6 | –    | 14.0 | –   | 19.9 | 1    | 9.4  | –   | 8.3   | –     | 6.9  | –   | 6.7  | –   | 10.2 | –  | 1.2 | –   | 2.4  | –   | 1.7  | –    | 0.7 | –   |   |
| Corongo                   | 24.5 | 1    | 16.9 | –   |      |      | 0.9  | –   | 0.8   | –     | 7.1  | –   | 13.8 | –   |      |    | 2.4 | –   | 0.4  | –   | 17.9 | –    | 1.6 | –   |   |
| Huaraz                    | 10.2 | –    | 11.4 | 1   | 9.3  | –    | 3.1  | –   | 23.2  | 1     | 4.6  | –   | 9.5  | –   | 3.5  | –  | 4.0 | –   | 1.0  | –   | 8.5  | –    | 8.3 | –   |   |
| Huari                     | 22.9 | 1    | 24.4 | 1   | 6.5  | –    | 22.9 | –   | 9.8   | –     | 3.6  | –   | 0.9  | –   | 3.4  | –  | 1.7 | –   | 0.6  | –   | 0.5  | –    | 1.3 | –   |   |
| Huarmey                   | 16.9 | –    | 23.8 | 1   | 10.5 | –    | 7.1  | –   | 3.2   | –     | 1.4  | –   | 8.6  | –   | 9.4  | –  |     |     | 13.9 | –   | 2.4  | –    | 0.6 | –   |   |
| Huaylas                   | 16.4 | 1    | 7.1  | –   | 13.4 | –    | 1.5  | –   | 9.7   | –     | 12.4 | –   | 14.0 | 1   | 3.0  | –  | 1.1 | –   | 7.5  | –   | 0.6  | –    | 2.1 | –   |   |
| Mariscal Luzuriaga        | 18.3 | –    | 23.2 | –   | 11.7 | –    | 1.1  | –   | 16.9  | –     | 26.5 | 1   | 0.1  | –   | 0.5  | –  | 0.2 | –   |      |     | 0.2  | –    | 0.3 | –   |   |
| Ocros                     | 3.4  | –    |      |     | 35.9 | 1    | 2.2  | –   | 12.6  | –     | 19.6 | –   |      |     | 1.9  | –  |     |     | 4.7  | –   | 17.8 | –    | 0.9 | –   |   |
| Pallasca                  | 8.6  | –    | 11.1 | –   | 2.4  | –    | 1.1  | –   | 0.6   | –     | 25.9 | –   | 37.9 | 1   | 2.4  | –  | 2.5 | –   | 0.4  | –   | 1.1  | –    | 0.1 | –   |   |
| Pomabamba                 | 2.0  | –    | 3.7  | –   | 7.9  | –    | 2.4  | –   | 34.6  | 1     | 31.5 | –   | 0.2  | –   | 1.9  | –  | 8.3 | –   | 0.4  | –   | 0.4  | –    | 5.7 | –   |   |
| Recuay                    | 41.0 | 1    | 25.5 | –   | 10.4 | –    |      |     | 10.6  | –     |      |     | 2.4  | –   | 1.3  | –  | 1.1 | –   | 0.9  | –   | 1.5  | –    | 2.4 | –   |   |
| Santa                     | 14.5 | –    | 12.1 | –   | 15.6 | –    | 20.7 | 1   | 2.6   | –     | 7.6  | –   | 3.7  | –   | 4.3  | –  | 6.7 | –   | 4.1  | –   | 1.8  | –    | 0.8 | –   |   |
| Sihuas                    | 17.0 | –    | 10.4 | –   | 38.9 | 1    | 0.3  | –   | 0.8   | –     | 27.9 | –   | 1.2  | –   | 1.3  | –  |     |     | 0.8  | –   | 0.4  | –    | 0.6 | –   |   |
| Yungay                    | 10.4 | –    | 4.2  | –   | 10.0 | –    | 20.0 | 1   | 18.0  | –     | 19.6 | 1   | 0.3  | –   | 8.2  | –  | 1.1 | –   | 0.9  | –   | 0.9  | –    | 3.7 | –   |   |
| Total                     | 15.3 | 6    | 14.1 | 5   | 12.9 | 3    | 12.0 | 2   | 10.0  | 4     | 9.3  | 2   | 6.0  | 3   | 4.1  | –  | 3.9 | –   | 2.9  | –   | 2.6  | –    | 2.4 | –   |   |

### Autoridades electas
| Cargo                                                        | Autoridad electa | Autoridad electa              | Partido político | Partido político                                      |
| ------------------------------------------------------------ | ---------------- | ----------------------------- | ---------------- | ----------------------------------------------------- |
| Gobernador Regional de Áncash                                |                  | Juan Morillo Ulloa            |                  | Somos Perú                                            |
| Vicegobernador Regional de Áncash                            |                  | Henry Borja Cruzado           |                  | Somos Perú                                            |
| Consejero Regional de Áncash (por Aija)                      |                  | Miguel Rosales Tamariz        |                  | Movimiento Regional El Maicito                        |
| Consejera Regional de Áncash (por Antonio Raimondi)          |                  | Luz Lizardo Villaorduña       |                  | Movimiento Acción Nacionalista Peruano                |
| Consejero Regional de Áncash (por Asunción)                  |                  | Jorge Noriega Cortez          |                  | Somos Perú                                            |
| Consejero Regional de Áncash (por Bolognesi)                 |                  | Manuel Lara Márquez           |                  | Siempre Unidos                                        |
| Consejero Regional de Áncash (por Carhuaz)                   |                  | Filiberto Chacpi Rodríguez    |                  | Movimiento Regional El Maicito                        |
| Consejero Regional de Áncash (por Carhuaz)                   |                  | Javier Cantu Mallqui          |                  | Somos Perú                                            |
| Consejero Regional de Áncash (por Carlos Fermín Fitzcarrald) |                  | Aldo Flores Valladares        |                  | Movimiento Acción Nacionalista Peruano                |
| Consejero Regional de Áncash (por Casma)                     |                  | Raúl Lafora Gaviño            |                  | Alianza para el Progreso                              |
| Consejero Regional de Áncash (por Corongo)                   |                  | Alfredo Salinas Gonzales      |                  | Movimiento Regional El Maicito                        |
| Consejero Regional de Áncash (por Huaraz)                    |                  | Alexander Celedonio Gargate   |                  | Movimiento Acción Nacionalista Peruano                |
| Consejero Regional de Áncash (por Huaraz)                    |                  | Zugner Regalado Saavedra      |                  | Somos Perú                                            |
| Consejera Regional de Áncash (por Huari)                     |                  | Aldegunda Chávez Blas         |                  | Somos Perú                                            |
| Consejero Regional de Áncash (por Huari)                     |                  | Edgardo Solis Narro           |                  | Movimiento Regional El Maicito                        |
| Consejero Regional de Áncash (por Huarmey)                   |                  | Carlos Pajuelo Camones        |                  | Somos Perú                                            |
| Consejera Regional de Áncash (por Huaylas)                   |                  | María Gonzales Sánchez        |                  | Movimiento Regional El Maicito                        |
| Consejero Regional de Áncash (por Huaylas)                   |                  | Eduardo Milla Flores          |                  | Siempre Unidos                                        |
| Consejero Regional de Áncash (por Mariscal Luzuriaga)        |                  | Zenón Ayala López             |                  | Movimiento Independiente Regional Río Santa Caudaloso |
| Consejero Regional de Áncash (por Ocros)                     |                  | Francisco Espinoza Montesinos |                  | Alianza para el Progreso                              |
| Consejero Regional de Áncash (por Pallasca)                  |                  | Martín Espinal Reyes          |                  | Siempre Unidos                                        |
| Consejera Regional de Áncash (por Pomabamba)                 |                  | Lida Villanueva Príncipe      |                  | Movimiento Acción Nacionalista Peruano                |
| Consejero Regional de Áncash (por Recuay)                    |                  | Domingo Gómez Castillo        |                  | Movimiento Regional El Maicito                        |
| Consejero Regional de Áncash (por Santa)                     |                  | Rubén Sandoval Calvo          |                  | Movimiento Independiente Regional Áncash a la Obra    |
| Consejero Regional de Áncash (por Sihuas)                    |                  | Ernesto Padilla Castillo      |                  | Alianza para el Progreso                              |
| Consejera Regional de Áncash (por Yungay)                    |                  | Carmen López Asis             |                  | Movimiento Independiente Regional Áncash a la Obra    |
| Consejera Regional de Áncash (por Yungay)                    |                  | Cindhay Tarazona García       |                  | Movimiento Independiente Regional Río Santa Caudaloso |